# Göran Claeson
Rolf Göran Claeson, född den 4 mars 1945, är en svensk före detta skridskoåkare. Claeson var Sveriges främste skridskoåkare under första delen av 1970-talet med säsongen 1973 som höjdpunkt med segrar i både världs- och europamästerskapen.  

## Biografi
Göran Claeson deltog vid de olympiska vinterspelen 1968 på distansen 1 500 meter och kom på 20:e plats med tiden 2.08,6. Vid spelen i Sapporo fyra år senare tog han bronsmedaljen på samma distans, på tiden 2.05,89. På 5 000 meter kom Claeson på femte plats och på 10 000 meter blev han sexa. Claesson satte världsrekord allround 1969 och fick Oscarstatyetten 1973.
Vid allround-EM 1969 i Inzell tog Claeson brons, en placering han upprepade vid allround-EM 1970 då mästerskapet avgjordes i Innsbruck. Claeson blev europamästare allround både 1973 då tävlingarna avgjordes i Grenoble och 1974 på hemmais i Eskilstuna.
I allround-VM 1969 i Deventer blev Claeson silvermedaljör. Han upprepade placeringen vid VM i Göteborg 1971 och blev världsmästare 1973. 1974 tog Claeson bronsmedalj i allround-VM.
I SM-sammanhang erövrade Claeson 28 segrar (varav två i stafett) åren 1966–75. Han tävlade för Stockholmsklubben Södermalms IK.

## Källhänvisningar
1. 1 2 3 4  Bryhn, Rolf. ”Göran Claeson”. Store norske leksikon. http://snl.no/G%C3%B6ran_Claeson. Läst 17 maj 2012.
2. ↑  Pettersson, Ulf: "Göran Claeson". NE.se. Läst 3 december 2014.